# Platysenta temecula
Platysenta temecula là một loài bướm đêm trong họ Noctuidae.